# Austrogomphus praeruptus
Austrogomphus praeruptus är en trollsländeart som först beskrevs av Selys 1858.  Austrogomphus praeruptus ingår i släktet Austrogomphus och familjen flodtrollsländor. Inga underarter finns listade i Catalogue of Life.